# Harilaid
Harilaid (švédsky: Hares, dříve Gräsö) je malý neobydlený estonský ostrov vzdálený čtyři kilometry na západ od ostrova Vormsi v průlivu Hari v kraji Läänemaa v Baltském moři.
Ostrov je protáhlý 1,4 km dlouhý (sever–jih), 0,7 km široký (východ–západ) a má rozlohu 15 ha. Nejvyšší převýšení je 6 m nad mořem, v jižní části 2,8 m n. m. Povrch ostrova je kamenitý porostlý jalovcem a pobřežními loukami. Podnebí je kontinentální s průměrnou roční teplotou 6 °C. Nejteplejším měsícem je srpen s 16 °C, nejstudenější leden s −5 °C.
Na ostrově žila 99 let rodina Kimbergi, ostrov opustila v roce 1939.
V roce 1849 byl na ostrově postaven maják. Současný maják vysoký 19 metrů byl postaven v roce 1940.